# Лебедев, Виктор Тимофеевич
Ви́ктор Тимофе́евич Ле́бедев (13 января 1932 — 2 декабря 2001) — советский и белорусский актёр театра и кино. Народный артист Беларуси (1992)
 .

## Биография
Виктор Лебедев родился 13 января 1932 года в Орле. Выпускник Белорусского государственного театрально-художественного института (мастерская Л. И. Мазалевской).
В 1956 году поступил на работу в Минский ТЮЗ, был одним из ведущих артистов театра. В 1969 году был удостоен звания Заслуженного артиста Белорусской ССР.

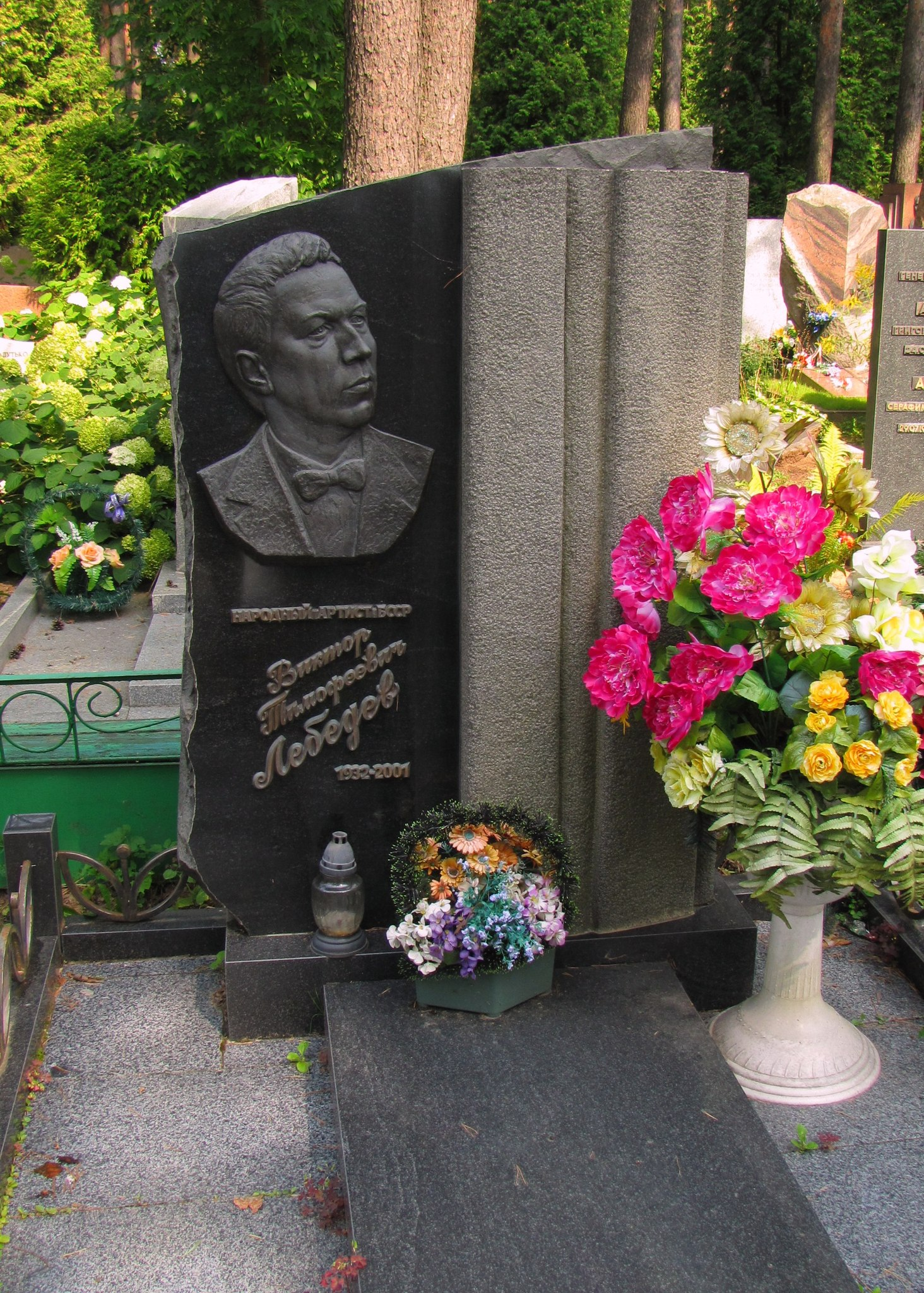
Могила Лебедева на Восточном кладбище Минска

Актёр скончался 2 декабря 2001 года.

## Фильмография
- 1970—1972 — Руины стреляют... — немецкий офицер (нет в титрах)
- 1974 — Последнее лето детства — тапёр
- 1979 — Голубой карбункул — одна из ролей (в титрах указан как М. Лебедев)
- 1979 — Примите телеграмму в долг — бухгалтер школы (нет в титрах)
- 1983 — Чёрный замок Ольшанский — Станкевич
- 1987 — Отступник
- 1988 — Благородный разбойник Владимир Дубровский
- 1990 — Мать Урагана — сборщик налогов
- 1990 — Человек из чёрной «Волги»
- 1996 — Из ада в ад — горожанин
- 1998 — Привет от Чарли-трубача — профессор
- 2000 — Алхимики — Лавуит

## Озвучивание мультфильмов
- 1977 — Листопадничек
- 1983 — Непоседа

## Награды и звания
- Народный артист Беларуси (1992)

## Память
- Мемориальная доска установлена Народному артисту Республики Беларусь Лебедеву В. Т. в г. Минске по адресу: проспект Независимости, 42 (2002). Скульптор — А. Кострюков. Надпись: "В этом доме с 1972 года по 2001 год жил Народный артист Беларуси Виктор Тимофеевич Лебедев (1931-2001)"[3].